# Jorge I de Württemberg-Mömpelgard
Jorge I de Württemberg-Montbéliard, chamado "o Cauteloso" (4 de fevereiro de 1498 - 17 de julho de 1558) foi um filho do duque Henrique de Württemberg e da sua segunda esposa, a condessa Eva de Salm.

## Biografia
Em 1514, Jorge recebeu o condado de Harburg, a cidade de Riquewihr e o Castelo de Bilstein. Em 1519, o seu irmão mais velho, o duque Ulrico, foi deposto e exilado de Württemberg. Jorge tentou apoiá-lo militarmente e foi forçado a exilar-se em Estrasburgo. A 2 de setembro de 1526, Ulrico vendeu-lhe o condado de Montbéliard e senhorios a ele associados com a opção de poder comprá-lo novamente.
Em 1531, Jorge juntou-se à Liga de Esmalcalda contra o sacro-imperador Carlos V. Com a ajuda do condeFilipe I de Hesse, o seu irmão Ulrico conseguiu recuperar o poder em Württemberg. Ulrico voltou a comprar Montbéliard e em 1542 nomeou o seu filho Cristóvão para governador da região.
Após a derrota da Liga de Esmalcalda em 1547, o sacro-imperador tentou conquistar o condado de Montbéliard. Ulrico morreu em 1550. Após a Paz de Passau de 1552, foi permitido a Württemberg manter Montbéliard. Em 1553, Cristóvão devolveu o condado ao seu tio Jorge que o governou até à sua morte em 1558.
Quando, em 1593, o duque Luís III, filho de Cristóvão, morreu sem deixar descendentes masculinos, o filho de Jorge, Frederico, herdou o ducado de Württemberg.

## Casamento e descendência
Jorge casou-se no dia 10 de setembro de 1555 com a condessa Bárbara de Hesse, de dezanove anos. Tiveram três filhos:
- Ulrico de Württemberg-Mömpelgard (14 de julho de 1556 - 9 de março de 1557), morreu com poucos meses de idade.
- Frederico I de Würtemberg (19 de agosto de 1557 - 29 de janeiro de 1608), casado com a princesa Sibila de Anhalt; com descendência.
- Eva Cristina de Württemberg-Mömpelgard (25 de outubro de 1558 - 30 de março de 1575), morreu aos dezasseis anos de idade.